# Mare di Lincoln

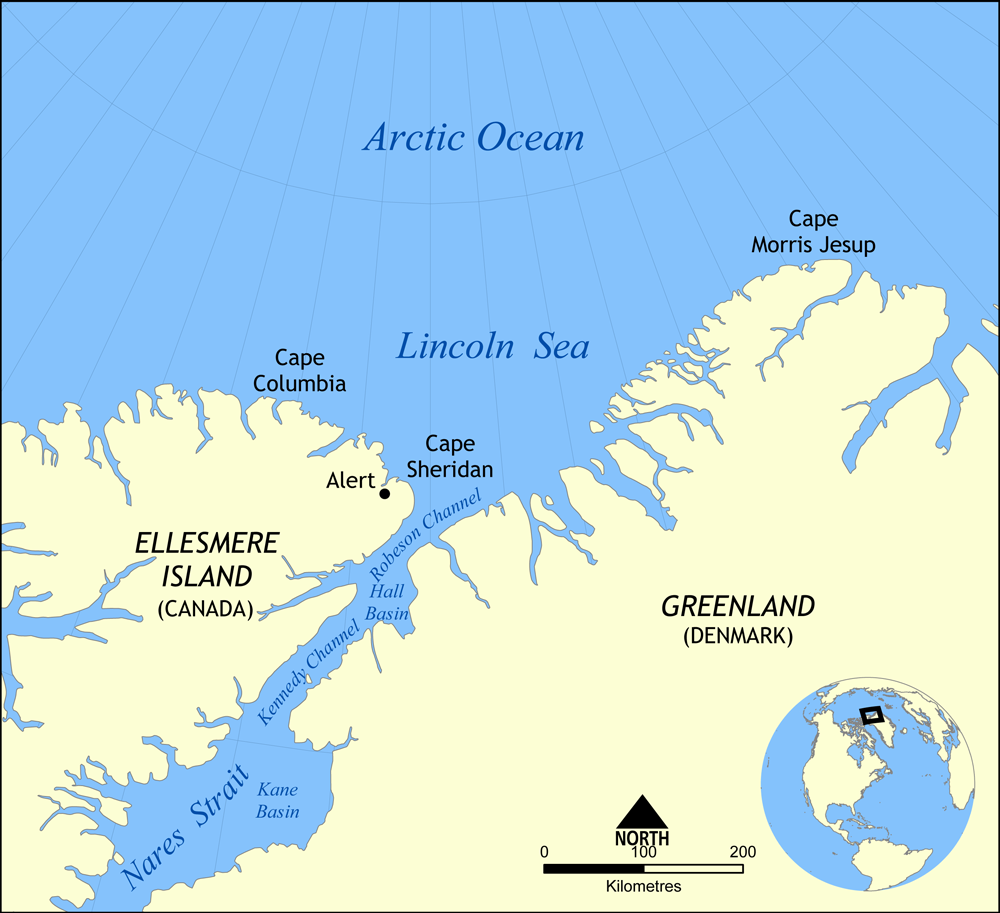
Mappa del Mare di Lincoln

Il Mare di Lincoln è un mare costiero del Mar Glaciale Artico. Bagna a sud-est la terra di Peary in Groenlandia, a sud la terra Knud Rasmussen e a ovest l'isola canadese di Ellesmere; incontra le acque dello stretto di Nares a sud-ovest ed è circondato a nord e a est dalle acque del mar glaciale artico.